# Aquilegia pancicii
Aquilegia pancicii (serb. Панчићева кандилка, Pančićeva kandilka) ist eine Pflanzenart aus der Familie der Hahnenfußgewächse (Ranunculaceae). Sie ist eine der zweifarbigen europäischen Akeleien mit blauen Blüten und weißlicher Honigblattplatte.
Sie ist nur aus der Suva Planina in Ostserbien bekannt.

## Beschreibung
Aquilegia pancicii ist eine ausdauernde krautige Pflanze und erreicht Wuchshöhen von etwa 20 bis 70 Zentimeter. Sie besitzt ein reich verzweigtes Wurzelsystem und eine haltbare Pfahlwurzel. Der aufrechte Stängel ist dicht drüsig behaart. Die in einer lockeren, grundständigen Rosette angeordneten, beiderseits drüsig behaarten Laubblätter sind dreifach dreizählig mit eiförmig-lanzettlichen, ungeteilten oder dreispaltigen Endabschnitten.
Die Blütezeit ist im Juni. Auf einem langen Blütenstandsschaft steht ein endständiger, traubiger Blütenstand, der drei bis fünf, gelegentlich auch mehr nickende Blüten enthält. Die zwittrige, radiärsymmetrische, gespornte Blüte besitzt einen Durchmesser von 3 bis 4 Zentimetern. Die Kelchblätter sind lebhaft blau. Die fünf kronblattartigen Blütenhüllblätter sind lebhaft blau und 1,5 bis 2 Zentimeter lang. Die Nektarblätter sind bis 2 Zentimeter lang, oberseits lebhaft blau, die Platte ist weiß. Der Sporn ist mit 1,2 Zentimetern länger als die Platte und ist hakig gebogen; die Platte ist 7 mm lang. Es sind zahlreiche Staubblätter vorhanden, diese überragen die Honigblattspreite. Die Staminodien sind lanzettlich und spitz.
Die fünf bis zehn drüsig behaarten Balgfrüchte werden über 2 cm lang und enthalten eine Vielzahl von dunklen, glänzenden Samen.
Ein einfaches Unterscheidungsmerkmal zu den weiteren zweifarbigen Akeleien der Balkanhalbinsel, Aquilegia amaliae, Aquilegia dinarica und Aquilegia blecicii, ist die Länge der Platte der inneren Kronblätter. Bei Aquilegia pancicii ist diese kürzer als 8 mm, bei allen anderen über 9 mm lang. Nur noch bei Aquilegia amaliae subsp. ottonis ragen daher die Staubblätter über den Nektarblättern hervor.

## Vorkommen
Die Verbreitung von Aquilegia pancicii beschränkt sich auf Felsstandorte im Kalkmassiv der Suva Planina  unweit Bela Palanka und Pirot in Ostserbien.

## Taxonomie
Der ungarische Botaniker Árpád von Degen, der sich insbesondere um die floristische Erforschung des Velebit in Dalmatien verdient gemacht hat, beschrieb Aquilegia pancicii 1905 auf der Grundlage eines von Otmar Reiser, damals Kustos am Naturkundemuseum von Sarajewo in Bosnien und Herzegowina, wo sich der Holotypus derzeit befindet. Er benannte die Akelei zu Ehren des kroatischen Botanikers und ersten Präsidenten der Serbischen Akademie der Wissenschaften und Künste Josif Pančić.